# Milagros Calvo
María Milagros Calvo Ibarlucea (Valladolid, 15 de agosto de 1947) es una jurista española experta en Derecho Laboral. En 2002 se convirtió en la primera mujer que llegó al Tribunal Supremo en España después de 190 años de existencia del tribunal. 

## Trayectoria
Empezó a estudiar Derecho en 1965 momento en el que las mujeres todavía no podían ser jueces o fiscales. Ejerció de secretaria en los juzgados comarcales de Villena y Yecla, en Murcia. En 1977 estudió la oposición de juez y fiscal. En enero de 1978 se trasladó a Toledo, un mes antes de aprobar las oposiciones. Comenzó su labor como fiscala en la Audiencia de Vizcaya en 1979 junto a Josefina Triguero Agudo, que fue la primera mujer que se incorporó en España a la carrera judicial en 1978, empezó a ejercer como fiscala y en 1980 pasó a ser magistrada de trabajo.  Cuatro años después fue destinada como magistrada de Trabajo número 1 en Madrid y en 1988 llegó a la Sala de lo Social del Tribunal Superior de Justicia.
Calvo fue destinada a Madrid cuatro años después y se convirtió en la primera mujer en la Magistratura de Trabajo, el Tribunal Central de Trabajo, transformado posteriormente en Sala de lo Social del Tribunal Superior de Justicia de Madrid formando parte de la Sala de Gobierno del Tribunal Superior de Madrid entre 1994 y 1999 tras ser elegida por sus compañeros en las listas de la Asociación Profesional de la Magistratura.
A principios de los 90 ocupó la presidencia de la sección territorial de Madrid de la APM.
También compagino su labor judicial como docente en la Universidad Complutense de Madrid donde impartió clases de Derecho del Trabajo.

### Magistrada del Tribunal Supremo
Se presentó varias veces para lograr plaza en el Tribunal Supremo y finalmente fue elegida por el Consejo General del Poder Judicial en febrero de 2002 a propuesta del sector conservador convirtiéndose a los 54 años en la primera mujer que llegó al Tribunal Supremo de España después de 190 años de existencia del tribunal. Llegó al Supremo a pesar de la oposición de un centenar de abogadas y abogados laboralistas que firmaron una carta señalando su falta de experiencia, con el apoyo de la Asociación Profesional de la Magistratura. Para acceder a las cuatro vacantes del Tribunal Supremo además de Milagros Calvo presentaron su candidatura Margarita Robles, Soledad Cazorla, Alicia Camacho y la catedrática de Derecho María Teresa Freixes.
Se jubiló en agosto de 2019, momento en el que en el Tribunal Supremo contaba con sólo 14 mujeres entre 80 magistrados y en las Salas de lo Civil y de lo Militar solo una magistrada.
En enero de 2020 fue homenajeada por mujeres juristas españolas.